# Indonipponaphis
Indonipponaphis är ett släkte av insekter. Indonipponaphis ingår i familjen långrörsbladlöss.
Kladogram enligt Catalogue of Life:
| Indonipponaphis | \| \| Indonipponaphis fulvicola \| \| \| \| \| \| Indonipponaphis tuberculata \| \| \| \| |
|                 | \| \| Indonipponaphis fulvicola \| \| \| \| \| \| Indonipponaphis tuberculata \| \| \| \| |
|                 | Indonipponaphis fulvicola                                                                 |
|                 |                                                                                           |
|                 | Indonipponaphis tuberculata                                                               |
|                 |                                                                                           |